# Liste der Herrscher von Ägypten
Dies ist eine Zusammenstellung der verschiedenen Listen über die Herrscher Ägyptens. Diese Liste soll die schon bestehenden Listen nicht ersetzen, sondern nur einen schnellen Überblick ermöglichen.

## Frühislamische Zeit(642–969)
In den Jahren 639 bis 642 wurde das byzantinische Ägypten von arabischen Truppen unter dem Feldherrn Amr ibn al-As erobert. Das Land wurde dem Reich des Kalifen einverleibt, dem Nachfolger Mohammeds. Das Land wurde in der Folge arabisiert und islamisiert, zwei grundlegende Elemente die das moderne Ägypten bis heute ausmachen.

### Abbasiden (750–868, 905–935 und 1412)
Unter der Herrschaft der Abbasiden gelang es zwei Statthalterdynastien sich in Ägypten weitgehend unabhängig gegenüber dem Kalifen zu machen. Während die Tuluniden 905 noch gestürzt und Ägypten wieder der direkten Herrschaft des Kalifen zugeführt werden konnte, entglitt ihnen das Land mit der Separierung der Ichschididen im Jahr 935 faktisch dauerhaft.

### Tuluniden (884–905)
| Regierungszeit | Name            | Verwandtschaft       |
| -------------- | --------------- | -------------------- |
| 868–884        | Ahmad ibn Tulun |                      |
| 884–896        | Chumarawaih     | Sohn des Vorgängers  |
| 896            | Abu l-Aschir    | Sohn des Vorgängers  |
| 896–904        | Harun           | Sohn des Vorgängers  |
| 904–905        | Schaiban        | Onkel des Vorgängers |

### Ichschididen (935–969)
| Regierungszeit | Name                  | Verwandtschaft        |
| -------------- | --------------------- | --------------------- |
| 935–946        | Muhammad ibn Tughdsch |                       |
| 946–961        | Unudschur             | Sohn des Vorgängers   |
| 961–966        | Ali                   | Bruder des Vorgängers |
| 966–968        | Kafur                 |                       |
| 968–969        | Abu l-Fawaris         | Sohn von Ali          |

## Kalifat derFatimiden(969–1171)
Bereits zu Beginn des 10. Jahrhunderts begründete die Dynastie der Fatimiden in Nordafrika (heutiges Algerien und Tunesien) ein schiitisch-ismailitisches Kalifat, das in Konkurrenz zu dem bereits etablierten sunnitischen Kalifat in Bagdad stand. Dem Fatimiden-Kalifen al-Muizz gelang 969 die Eroberung von Ägypten, er machte Kairo auch zur Residenz seines Reiches, welches seither die Hauptstadt Ägyptens ist.
| Regierungszeit | Name                                 | Verwandtschaft                       |
| -------------- | ------------------------------------ | ------------------------------------ |
| 969–975        | al-Muizz                             | Sohn von Ismail al-Mansur            |
| 975–996        | al-ʿAzīz                             | Sohn des Vorgängers                  |
| 996–1021       | al-Hakim                             | Sohn des Vorgängers                  |
| 1021–1036      | az-Zahir                             | Sohn des Vorgängers                  |
| 1036–1094      | al-Mustansir                         | Sohn des Vorgängers                  |
| 1094–1101      | al-Mustali                           | Sohn des Vorgängers                  |
| 1101–1130      | al-Amir                              | Sohn des Vorgängers                  |
| 1130–1131      | Interregnum: Herrschaft des Kutaifat | Interregnum: Herrschaft des Kutaifat |
| 1132–1149      | al-Hafiz                             | Enkel von al-Mustansir               |
| 1149–1154      | az-Zafir                             | Sohn des Vorgängers                  |
| 1154–1160      | al-Fa’iz                             | Sohn des Vorgängers                  |
| 1160–1171      | al-ʿĀdid                             | Enkel von al-Hafiz                   |

## Sultanat derAyyubiden(1171–1250)
Der kurdischstämmige Salah ad-Din Yusuf ibn Ayyub, bei den Christen unter dem Namen „Saladin“ bekannt, beendete 1171 das Kalifat der Fatimiden in Kairo und übernahm unter Anerkennung des Abbasidenkalifen von Bagdad die Herrschaft in Ägypten als Sultan. Er begründete damit die Dynastie der Ayyubiden.
| Regierungszeit | Herrscher- und Geburtsname     | Verwandtschaft                   |
| -------------- | ------------------------------ | -------------------------------- |
| 1171–1193      | an-Nasir Yusuf (Saladin)       |                                  |
| 1193–1198      | al-Aziz Uthman                 | Sohn des Vorgängers              |
| 1198–1200      | al-Mansur Muhammad I.          | Sohn des Vorgängers              |
| 1200–1218      | al-Adil Abu Bakr I. (Saphadin) | Bruder von Saladin               |
| 1218–1238      | al-Kamil Muhammad I.           | Sohn des Vorgängers              |
| 1238–1240      | al-Adil Abu Bakr II.           | Sohn des Vorgängers              |
| 1240–1249      | as-Salih Ayyub                 | Halbbruder des Vorgängers        |
| 1250           | al-Mu'azzam Turan Schah        | Sohn des Vorgängers              |
| 1250           | Schadschar ad-Durr             | Lieblingsfrau von as-Salih Ayyub |
| 1250–1254      | al-Aschraf Musa                | Urenkel von al-Kamil Muhammad I. |

## Mamluken-Sultanat(1250–1517)

### Bahri-Dynastie (1250–1382 und 1389–1390)
Die Mamluken aus der einflussreichen Bahriyya-Garde beendeten 1250/1254 die Dynastie der Ayyubiden und übernahm den Sultansthron.
| Regierungszeit | Herrscher- und Geburtsname      | Verwandtschaft                                                                          |
| -------------- | ------------------------------- | --------------------------------------------------------------------------------------- |
| 1250–1257      | al-Muizz Aybak                  |                                                                                         |
| 1257–1259      | al-Mansur Ali I.                | Sohn des Vorgängers                                                                     |
| 1259–1260      | al-Muzaffar Qutuz               |                                                                                         |
| 1260–1277      | az-Zahir Baibars I.             |                                                                                         |
| 1277–1279      | as-Said Berke Chan              | Sohn des Vorgängers                                                                     |
| 1279           | al-Adil Süleymisch              | Bruder des Vorgängers                                                                   |
| 1279–1290      | al-Mansur Qalawun               |                                                                                         |
| 1290–1293      | al-Aschraf Chalil               | Sohn des Vorgängers                                                                     |
| 1293–1294      | an-Nasir Muhammad I.            | Bruder des Vorgängers, erste Herrschaft                                                 |
| 1294–1296      | al-Adil Kitbugha                |                                                                                         |
| 1296–1299      | al-Mansur Ladschin              |                                                                                         |
| 1299–1309      | an-Nasir Muhammad I.            | zweite Herrschaft                                                                       |
| 1309–1310      | al-Muzaffar Baibars II.         |                                                                                         |
| 1310–1341      | an-Nasir Muhammad I.            | dritte Herrschaft                                                                       |
| 1341           | al-Mansur Abu Bakr              | Sohn des Vorgängers                                                                     |
| 1341–1342      | al-Aschraf Kütschük             | Bruder des Vorgängers                                                                   |
| 1342           | an-Nasir Ahmad I.               | Bruder des Vorgängers                                                                   |
| 1342–1345      | as-Salih Ismail                 | Bruder des Vorgängers                                                                   |
| 1345–1346      | al-Kamil Schaban I.             | Bruder des Vorgängers                                                                   |
| 1346–1347      | al-Muzaffar Haddschi I.         | Bruder des Vorgängers                                                                   |
| 1347–1351      | an-Nasir al-Hasan               | Bruder des Vorgängers, erste Herrschaft                                                 |
| 1351–1354      | as-Salih Salih                  | Bruder des Vorgängers                                                                   |
| 1354–1361      | an-Nasir al-Hasan               | zweite Herrschaft                                                                       |
| 1361–1363      | al-Mansur Muhammad II.          | Neffe des Vorgängersm Sohn von al-Muzaffar Haddschi I.                                  |
| 1363–1377      | al-Aschraf Schaban II.          | Cousin des Vorgängers, Sohn von al-Amdschad Husein, einem Sohn von an-Nasir Muhammad I. |
| 1377–1382      | al-Mansur Ali II.               | Sohn des Vorgängers                                                                     |
| 1381–1382      | as-Salih/al-Mansur Haddschi II. | Bruder des Vorgängers, erste Herrschaft                                                 |
| 1382–1389      | az-Zahir Barquq                 | erste Herrschaft, Burdschi-Mamluk                                                       |
| 1389–1390      | al-Muzaffar Haddschi II.        | zweite Herrschaft                                                                       |

### Burdschi-Dynastie(1382–1389 und 1390–1517)
Die Burdschiyya-Mamluken konnten 1390 endgültig die Bahri-Dynastie in der Herrschaft ablösen.
| Regierungszeit | Herrscher- und Geburtsname     | Verwandtschaft                       |
| -------------- | ------------------------------ | ------------------------------------ |
| 1390–1399      | az-Zahir Barquq                | zweite Herrschaft                    |
| 1399–1405      | an-Nasir Faradsch              | Sohn des Vorgängers erste Herrschaft |
| 1405           | al-Mansur Abd al-Aziz          | Bruder des Vorgängers                |
| 1405–1412      | an-Nasir Faradsch              | zweite Herrschaft                    |
| 1412           | al-Adil al-Mustain             | Abbasidenkalif                       |
| 1412–1421      | al-Mu’aiyad Schaich            |                                      |
| 1421           | al-Muzaffar Ahmad II.          | Sohn des Vorgängers                  |
| 1421           | az-Zahir Tatar                 |                                      |
| 1421–1422      | as-Salih Muhammad III.         |                                      |
| 1422–1438      | al-Aschraf Barsbay             |                                      |
| 1438           | al-Aziz Yusuf                  | Sohn des Vorgängers                  |
| 1438–1453      | az-Zahir Dschaqmaq             |                                      |
| 1453           | al-Mansur Uthman               | Sohn des Vorgängers                  |
| 1453–1461      | al-Aschraf Inal                |                                      |
| 1461           | al-Mu'aiyad Ahmad III.         |                                      |
| 1461–1467      | az-Zahir Chuschqadam           |                                      |
| 1467           | az-Zahir Yilbay                |                                      |
| 1467–1468      | az-Zahir Timurbugha            |                                      |
| 1468–1496      | al-Aschraf Qayitbay            |                                      |
| 1496–1498      | an-Nasir Muhammad IV.          | Sohn des Vorgängers                  |
| 1498–1500      | az-Zahir Qansuh I.             |                                      |
| 1500–1501      | al-Aschraf Dschanbulat         |                                      |
| 1501           | al-Adil Tumanbay I.            |                                      |
| 1501–1516      | al-Aschraf Qansuh II. al-Ghuri |                                      |
| 1516–1517      | al-Aschraf Tumanbay II.        |                                      |

## Osmanenherrschaft in Ägypten(1517–1914)
1517 eroberten die Osmanen von den Mamluken Ägypten und gliederten es als Provinz in das Reich ein. Für die Ausübung der Zivil- und Militärverwaltung wurde ein Gouverneur (Pascha) beauftragt. Die Mamluken wurden in die osmanische militärisch-administrative Elite integriert. In der zweiten Hälfte des 16. Jahrhunderts entstanden durch die militärischen Elite Ägyptens lokale Machtzentren in Form von Haushalten. Diese bildeten eine Konkurrenz zum Vertreter der osmanischen Zentralregierung, dem osmanischen Gouverneur von Ägypten. Untereinander stritten die Haushalte um Posten bei den lokalen Regimentern und im Beylikat, da diese politischen und ökonomischen Einfluss mit sich brachten. Die Posten waren von unterschiedlicher Bedeutung. Die Inhaber der bedeutendsten Posten bildeten die oberste Leitung (riyasa). Welche Posten eine Teilhabe an der obersten Leitung mit sich brachten, als auch deren Anzahl, änderte sich im Laufe der Zeit. Bis zum Beginn des 18. Jahrhunderts war die oberste Leitung gleichberechtigt auf mehrere Posten und auf Mitglieder verschiedener, alliierter Haushalte verteilt. Ab Mitte des 18. Jahrhunderts beschränkte sich die Anzahl der Inhaber der obersten Leitung auf eine oder zwei Personen (Duumvirat) und wurde von Mitgliedern des Kazdughliyya-Haushaltes übernommen. Zudem bildete in dieser Zeit der Scheich al-Balad von Kairo den höchsten Posten auch in der obersten Leitung. Sofern der Defterdar oder der Amir al-Hadsch Teilhabe an der obersten Leitung hatten, waren diese gegenüber dem Scheich al-Balad nachrangig. Im Laufe der ersten Hälfte des 18. Jahrhunderts entwickelten sich diese Haushalte einschließlich der Kazdughliyya zu reinen Mamlukenhaushalte. Die durch die Kazdughliyya und ihrer Ableger besetzte oberste Leitung kontrollierte Ägypten faktisch bis zur französischen Besetzung 1798. Nach Abzug der Franzosen entbrannte ein Machtkampf, den Muhammad Ali Pascha gegen die Mameluken und gegen die osmanische Zentralregierung für sich entschied.

### Inhaber derriyasa
| Name                                                          | Regierungszeit             | Anmerkung                            |
| ------------------------------------------------------------- | -------------------------- | ------------------------------------ |
| Muhammad Bey Cerkis                                           | 1720 – 1726                |                                      |
| Ibrahim Kahya                                                 | 1744 – 1754                |                                      |
| Ridwan Bey al-Julfi                                           | 1754 – 1755                |                                      |
| Uthman Bey al-Jirjawi                                         | 1755 – 1757                |                                      |
| Husayn Bey al-Sabunji                                         | 1757                       |                                      |
| Ali Bey al-Ghazzawi                                           | 1757–1760                  |                                      |
| Ali Bey al-Kabir                                              | 1760 – 1766                |                                      |
| Khalil Bey                                                    | 1766 – 1767                |                                      |
| Ali Bey al-Kabir                                              | 1767 – 1773                |                                      |
| Muhammad Bey Abu Dahab                                        | 1772 – 1775                | Klient (tabi) von Ali Bey            |
| Ibrahim Bey (Scheich al-Balad) und Murad Bey (Amir al-Hadsch) | Juni 1775 – Juli 1777      | Klienten von Abu Dahab               |
| Ismail Bey                                                    | Juli 1777 – Februar 1778   | Klient von Ibrahim Kahya und Ali Bey |
| Ibrahim Bey und Murad Bey                                     | Februar 1778 – 1783        |                                      |
| Krieg zwischen Ibrahim Bey und Murad Bey                      |                            |                                      |
| Ibrahim Bey und Murad Bey                                     | Februar 1785 – August 1786 |                                      |
| Ismail Bey                                                    | August 1786 – März 1791    |                                      |
| Ibrahim Bey und Murad Bey                                     | Juli 1791 – Juli 1798      |                                      |

### Osmanische Gouverneure
| Name                      | Regierungszeit | Anmerkung |
| ------------------------- | -------------- | --------- |
| Mehmed Pascha Abu Maraq   | 1801           |           |
| Koca Mehmed Hüsrev Pascha | 1801 – 1803    |           |
| Jazairli Ali Pascha       | 1803 – 1804    |           |
| Ahmad Hurşid Pascha       | 1804 – 1805    |           |

## Ägypten unter der Dynastie Muhammad Alis (1805–1922)
Im Jahr 1805 wurde Muhammad Ali Pascha vom Sultan des Osmanischen Reichs zum Wālī von Ägypten ernannt. Ab diesem Zeitpunkt strebten Muhammad Ali und seine Nachkommen auf eine Loslösung von der Herrschaft des Sultans zu. Die Verleihung des erblichen Titels eines Khediven an Ismail Pascha im Jahr 1867 verlieh dem Ausdruck. 1882 begann die Herrschaft Großbritanniens in Ägypten, das nun nur noch formell dem Osmanischen Reich angehörte. Mit Beginn des Ersten Weltkriegs beendete Großbritannien die nominelle osmanische Herrschaft und erklärte Ägypten zum Sultanat unter britischem Protektorat.
| Name                | Regierungszeit                      | Verwandtschaft          |
| ------------------- | ----------------------------------- | ----------------------- |
| Muhammad Ali Pascha | 18. Juni 1805 – 20. Juli 1848       |                         |
| Ibrahim Pascha      | 20. Juli 1848 – 10. November 1848   | Sohn des Vorgängers     |
| Abbas Hilmi I.      | 10. November 1848 – 13. Juli 1854   | Neffe des Vorgängers    |
| Muhammad Said       | 13. Juli 1854 – 18. Januar 1863     | Onkel des Vorgängers    |
| Ismail Pascha       | 18. Januar 1863 – 26. Juni 1879     | Sohn von Ibrahim Pascha |
| Tawfiq              | 26. Juni 1879 – 7. Januar 1892      | Sohn des Vorgängers     |
| Abbas Hilmi II.     | 7. Januar 1892 – 19. Dezember 1914  | Sohn des Vorgängers     |
| Hussein Kamil       | 19. Dezember 1914 – 9. Oktober 1917 | Sohn von Ismail Pascha  |
| Ahmad Fu'ād         | 9. Oktober 1917 – 15. März 1922     | Bruder des Vorgängers   |

## Königreich Ägypten(1922–1953)
Im Jahr 1922 endete das britische Protektorat, worauf Ägypten formell unabhängig wurde, wenngleich Großbritannien weiter ein bedeutender Machtfaktor blieb. Sultan Ahmad Fuad nahm als Fu'ād I. den Titel eines Malik (König) an und begründete damit das Königreich Ägypten.
| Name                   | Regierungszeit                 | Verwandtschaft      |
| ---------------------- | ------------------------------ | ------------------- |
| Fu'ād I. (Ahmad Fu'ād) | 15. März 1922 – 28. April 1936 |                     |
| Faruq I.               | 28. April 1936 – 26. Juli 1952 | Sohn des Vorgängers |
| Fu'ād II.              | 26. Juli 1952 – 18. Juni 1953  | Sohn des Vorgängers |

## Republik Ägypten(seit 1953)
Bereits im Jahr 1952 übernahm die Bewegung der „freien Offiziere“ nach einem Staatsstreich die Macht in Ägypten. Am 18. Juni 1953, der heutige Nationalfeiertag des Landes, beendeten sie endgültig das Königreich und proklamierten die „Republik Ägypten“. 1958 schloss sich Ägypten mit Syrien nach fast 450 Jahren erneut zu einem Staat zusammen, der „Vereinigten Arabischen Republik“. Die zwei einzigen Staatsoberhäupter dieses kurzlebigen Staates kamen allerdings aus Ägypten. Bereits 1961 trennten sich beide Länder wieder in zwei souveräne Staaten. Ägypten nahm seinen bis heute offiziellen Namen „Arabische Republik Ägypten“ jedoch erst 1972 an.
| Regierungszeit | Staatsoberhäupter                                                   |
| -------------- | ------------------------------------------------------------------- |
| 1953–1954      | Muhammad Nagib                                                      |
| 1954–1970      | Gamal Abdel Nasser                                                  |
| 1970–1981      | Muhammad Anwar as-Sadat                                             |
| 1981           | Sufi Abu Taleb (Interim)                                            |
| 1981–2011      | Muhammad Husni Mubarak                                              |
| 2011–2012      | Mohammed Hussein Tantawi (Vorsitzender eines Militärrates, Interim) |
| 2012–2013      | Muhammed Muhammed Mursi Isa Ayyat                                   |
| 2013–2014      | Adli Mansur (Interim)                                               |
| seit 2014      | Abd al-Fattah Said Husain Chalil as-Sisi                            |